# Landgericht Donauwörth
Das Landgericht Donauwörth war ein von 1807 bis 1879 bestehendes bayerisches Landgericht älterer Ordnung mit Sitz in Donauwörth im heutigen Landkreis Donau-Ries. 

## Geschichte
Im Jahr 1807 wurde im Verlauf der Verwaltungsneugliederung Bayerns das Landgericht Donauwörth errichtet. Dieses kam zum neu gegründeten Altmühlkreis mit der Hauptstadt Eichstätt. Die Landgerichte waren im Königreich Bayern Gerichts- und Verwaltungsbehörden, die 1862 in administrativer Hinsicht von den Bezirksämtern und am 1. Oktober 1879 in juristischer Hinsicht von den Amtsgerichten abgelöst wurden. So entstand mit der Einführung des Gerichtsverfassungsgesetzes 1879 das Amtsgericht Donauwörth.

## Gerichtsbezirk
Der Sprengel umfasste im Jahrzehnt vor der Ablösung durch das Amtsgericht 32 Gemeinden mit zusammen 14.484 Einwohnern (Volkszählung 1. Dezember 1875). Die Ortsnamen sind in der damaligen Schreibweise wieder gegeben.
| Gemeinde                    | weitere Ortsteile | Einwohner |
| Altisheim                   | Lehenhäusl, Lehenhof, Lehenweid, Quellgut und Riedelbergerhof | 259       |
| Asbach                      | Bäumenheim und Hamlar | 665       |
| Auchsesheim                 | Schwadermühle | 209       |
| Baierfeld                   | | 148       |
| Berg                        | Binsberg, Kreuzhof, Ramhof, Schöttlehof, Wallbacherhof | 360       |
| Brünsee                     | Marbach | 134       |
| Buchdorf                    | Sallachmühle | 997       |
| Druisheim                   | | 330       |
| Ebermergen                  | Reismühle | 653       |
| Eggelstetten                | Flein | 221       |
| Ellgau                      | | 379       |
| Erlingshofen                | | 225       |
| Genderkingen                | Bauernhannes, Breitwangerschwaig, Donaulenz, Eichmühle, Heicheltoni, Lehenbauer, Mühlflecken, Simontoni, Urfahrhof                                               | 577       |
| Gunzenheim                  | | 274       |
| Hafenreut                   | | 171       |
| Harburg                     | Bühlhof, Harthof, Kratzhof, Listhof, Salchhof, Stadelhof, Stetthof                                                                                               | 1270      |
| Kaisheim                    | Bertenbreit, Neuhof, Schabernackmühle | 1274      |
| Lauterbach                  | Beutmühle, Illemad | 524       |
| Leitheim                    | | 103       |
| Mauren                      | Reismühle (obere), Spielberg | 455       |
| Mertingen                   | Burghöfe, Hagenmühle, Heißesheim, Königsmühle, Mertingen-Bahnhof                                                                                                 | 1196      |
| Mündling                    | Olachmühle | 490       |
| Münster, jetzt Donaumünster | Furtmühle |           |
| Nordheim                    | | 268       |
| Oberndorf                   | Holzmühle | 540       |
| Riedlingen                  | Neudeck, Posthof, Spindelhof, Weiherhaus | 482       |
| Ronheim                     | Katzenstein, Sondernhof | 146       |
| Schäfstall                  | Eckhof, Karbeiserhof, Lehenhof, Schweizerhof | 155       |
| Sulzdorf                    | Bergstetten | 327       |
| Wörnitzstein                | Dittelspoint, Felsheim, Huttenbach, Maggerhof, Osterweiler, Reichertsweiler, Schwarzenberg                                                                       | 671       |
| Zirgesheim                  | Lederstatt, Schellenbergerhof, Schiesserhof, Stillbergerhof | 391       |
| Zusum-Rettingen             | Bauernhansenschwaige, Birkschwaige, Böldleschwaige, Dreiwinkelschwaige, Hoferschwaige, Hubelschwaige, Hundeschwaige, Kilischwaige, Quellhaus, Rothhahnerschwaige | 245       |